# Enteucha guajavae
Enteucha guajavae là một loài bướm đêm thuộc họ Nepticulidae.
Sải cánh dài 3.1-3.6 mm. Con trưởng thành bay vào tháng 2.
Ấu trùng ăn Psidium guajava. 